# W Virginis
W Virginis ist ein Stern in einer Entfernung von etwa 7000 Lichtjahren. Er ist der Prototyp der W-Virginis-Sterne, welche zu den Pulsationsveränderlichen Sternen gehören.
W Virginis zeigt während einer Periodendauer von 17 Tagen eine Schwankung der Magnitude von etwa 9.5 im Maximum bis 10.75 im Minimum. Diese starken Schwankungen sorgen auch dafür, dass der Stern je nach Situation in eine andere Spektralklasse eingeteilt würde – er schwankt zwischen F0 und G0.